# Promjenljiva zvijezda vrste RV Bika
Promjenljiva zvijezda vrste RV Bika, RV Tauri promjenljiva (eng. RV Tauri variable, rus. переменная типа RV Тельца) je vrsta pulsirajuće promjenljive zvijezde.

## Osobine
Malo ih je poznato. Velika su sjaja. Svrstava ih se u polupravilno promjenljive zvijezde. 
Ovo su pulsirajući žuti superdivovi visoka sjaja spektralna razreda F ili G na vrhuncu bljeska i i spektralne vrste najmanje K ili M. Po dužini perioda zauzimaju mjesto između klasičnih cefeida i mirida. Periodi im je u rasponu od 30 do 150 dana. Među njima su dvije zvijezde toliko jake da bi ih se moglo promatrati dalekozorom: AC Herkula i R Štita.
Zvijezde vrste RV Bika dijelimo na dvije vrste::
- RVa: srednji sjaj se ne mijenja
- RVb: srednja vrijednost pokazuje periodična kolebanja, a najviša i najniža vrijednost mijenjaju se u razdoblju od 600 do 1500 dana

Infracrvena istraživanja pokazuju da zvijezde RV Bika okruženi su okolozvjezdanom ljuskom od prašine, koja može nastati udarnim valovima pulsirajućih zvijezda. Na osnovi toga može se izvući zaključak da zvijezde vrsta RVa i RVb su dvije skupine zijvzeda koje se nalaze u različitim razvojnim stadijima.